# Bančiang
Bančiang (tajlandski: แหล่งโบราณคดี บ้านเชียง) je prapovijesni arheološki lokalitet u tajlandskoj pokrajini Udon Thani koji je upisan na UNESCO-ov popis mjesta svjetske baštine u Aziji i Oceaniji 1992. godine. 
Naime, znanstvenike je 1966. godine iznenadilo otkriće ovog lokaliteta starog oko 5,000 godina, s keramičkim i metalnim predmetima, jer se do tada vjerovalo kako je u to vrijeme metalurgija razvijena samo u Prednjoj Aziji i na Dalekom istoku. Antropolog Steve Young je otkrio ovaj lokalitet, a godinu dana kasnije otkriveni su ljudski skeleti i predmeti od bronce (narukvice, prstenje, ogrlice, žice i šipke, vrhovi kopalja, sjekire, kuke i mala zvona) koji su bili pogrebni darovi. Najstariji grobovi nisu imali metalne predmete i stoga pripadaju neolitiku, ali razvijenog poljoprivrednog stanovništva, dok oni s metalnim predmetima pripadaju brončanom dobu, a najmlađi su iz željeznog doba. 
Prvim mjerenjima starosti utvrđeno je kako je bančiang kultura potječe od oko 4420. – 3400. pr. Kr., što bi bila najstarija kultura brončanog doba na svijetu. No, nakon godina razmatranja i rasprava došlo se do vjerojatnijih vremenskih okvira ove kulture. Posljednjim datirenjam ugljikom-14 došlo se do okvira bančiang kulture od oko 2100. – 200. pr. Kr.
Lokalitet je ponovno osvanuo na naslovnicama svjetskih novina kada su tisuće predmeta s ovog lokaliteta otkriveni u nekoliko kalifornijskih muzeja i drugim lokacijama. Krijumčarenjem predmeta bančiang kulture, danas ima više ovih predmeta u muzejima izvan zemlje, nego na samom lokalitetu. Vlada SAD-a je obećala da će nakon kriminalističke obrade, svi predmeti biti vraćeni u Tajland.

## Vanjske poveznice
- This Ancient Land of Dinosaurs III. (engl.)